# Simpsonichthys virgulatus
Simpsonichthys virgulatus is een straalvinnige vissensoort uit de familie van de killivisjes (Rivulidae). De wetenschappelijke naam van de soort is voor het eerst geldig gepubliceerd in 2006 door Costa & Brasil.